# Гунтрам Богатый
Гунтрам Богатый (нем. Guntram der Reiche; ок. 930 — 9 августа 973) — граф Мури и Брейсгау, граф Эльзаса, Зундгау, а также Альтенбурга, Аргау и других владений, родоначальник дома Габсбургов.

## Биография

### Родственные связи
Гунтрам был предком графов Габсбург, в том числе всех последующих Габсбургов. Происходил из Эльзаса, а его владения первоначально располагались, в основном, в Швабии, где он обладал графствами Мури и Брейсгау. Традиционно Гунтрам считается отцом Ланцелина и дедом Радбота, основателя замка Габсбург, однако родство Гунтрама и Ланцелина не отражено в современных им исторических источниках. У Гунтрама упоминается сын Канцелин, однако неизвестно, был ли Ланцелин (Ландольт) этим Канцелином. Точно установлено, что Гунтрам дважды был женат и имел по крайней мере одного сына.
В честь него назван ярмарочный город Гунтрамсдорф в Нижней Австрии.
Вероятно, он был третьим сыном знатнейшего дворянина в Эльзасе Гуго I, правителя Нордгау, Эльзаса, Ортенау, Аргау, Гогенберга и других владений, и Хильдегарды, графини Феррет. Он происходил из династии Эберхардингеров, ветви знатного франкского рода Этихонидов, получившего своё название по имени герцога Эльзаса Этихо.

### Правление
Гунтрам получил от отца Эльзас и некоторые другие владения, в том числе и графство Зундгау, где пресеклась местная правящая династия. Его брат Эбехард IV стал графом Нордгау и ряда других земель. Таким образом, владения рода Этихонидов охватывали весь Эльзас, а также ряд швейцарских земель.
В средневековых источниках сохранилось свидетельство о том, что Гунтрам Богатый вместо условленной за защиту платы потребовал от подчинявшихся ему крестьян деревни Волен в Аргау работы на своем поле, а когда те отказались добровольно исполнять его желание, принудил их к тому силой. Это известие является одним из первых письменно зафиксированных примеров возникновения крепостного права.
В 952 году император Священной Римской империи Оттон I конфисковал за измену у Гунтрама графство Брейсгау, Тургау и владения на Нижнем Рейне, а также графство Эльзас, при этом позволив его братьям Эбехарду IV и Гуго IV владеть аббатством Люре. К этой дате относится первое упоминание о Гунтраме Богатом и о Габсбургах вообще. Графом Эльзаса стал племянник Гунтрама Адальберт II.

### Брак и дети
Имя и происхождение жены не известны. Сын:
- Ланцелин (Ландольт) (умер в августе 991), сеньор Мури, граф в Тургау с не позднее 976 года.